# Intel 8032
Intel 8032 je 8bitový jednočipový mikropočítač, uvedený na trh firmou Intel roku 1980. Patří do rodiny MCS-51, sdílí tedy mnoho vlastností s verzí 8051 a zejména s 8031. Neobsahuje paměť programu (ROM), velikost datové paměti RAM činí 256 bajtů. Obsahuje tři 16bitové čítače/časovače a pět zdrojů přerušení, přičemž ke každému možno nastavit dvě různé úrovně. Může pracovat při teplotách od 0 do 70 °C, vyzařované teplo činí 1,5 W. Podporuje 111 strojových instrukcí, přičemž 64 je jednocyklových. Stejně jako u 8031, tak i zde existují dvě verze: 8032 a 8032AH. Druhá jmenovaná je vyrobena unipolární technologií HMOS II.